# Arnau Rogerije IV.
Arnau Rogerije IV. (katalonski: Arnau Roger IV) (1401. – 1451.) bio je katalonski plemić, grof Pallarsa Sobire i gospodar Urtxa. Bio je i potkralj Sicilije.

## Obitelj
Otac mu je bio grof Rogerije Bernard I., koji je umro 1424. Arnau ga je naslijedio na mjestu grofa.
Majka mu je bila gospa Beatris, kći grofa Huga II. od Cardone, te je imao sestru Blanku.
1421. Arnau je oženio Ivanu od Cardone, kćer Ivane I. od Pradesa. Arnau i Ivana bili su roditelji kćeri Leonore, Margarete i Ivane te sina, Huga Rogerija III.
Druga supruga Arnaua bila je Leonora od Castellar-Sacoste.

## Sukob
1433. Arnau je ušao u sukob s kraljicom Marijom Kastiljskom.